# 아베 준코
아베 준코(일본어: 阿部 純子, 1993년 5월 7일 ~ )는 일본의 배우, 모델이다.

## 출연 작품
- 도터스 (2020)
- 461개의 도시락 (2020)
- 바다를 달린다 (2018)
- 판초에 새벽바람을 품고 (2017)
- 마이 하와이안 디스커버리 (2014)
- 소년, 소녀 그리고 바다 (2014)
- 논두렁 댄디 (2011)
- 리얼 술래잡기 2 (2010)